# Puy-d’Arnac
Puy-d’Arnac ist eine Gemeinde mit 293 Einwohnern (Stand 1. Januar 2022) im Bereich des Zentralmassivs in Frankreich. Sie gehört zur Region Nouvelle-Aquitaine, zum Département Corrèze, zum Arrondissement Brive-la-Gaillarde und zum Kanton Midi Corrézien. Die Nachbargemeinden sind Tudeils im Norden, Nonards im Osten, Curemonte im Süden, Branceilles im Südwesten und Marcillac-la-Croze.

## Wappen
Beschreibung: In Blau ein goldener Schrägbalken belegt nach der Figur mit drei Hermelin und von zwei goldenen gemeinen Kreuzen begleitet. Im Schildhaupt drei silberne Wellenleisten.

## Bevölkerungsentwicklung

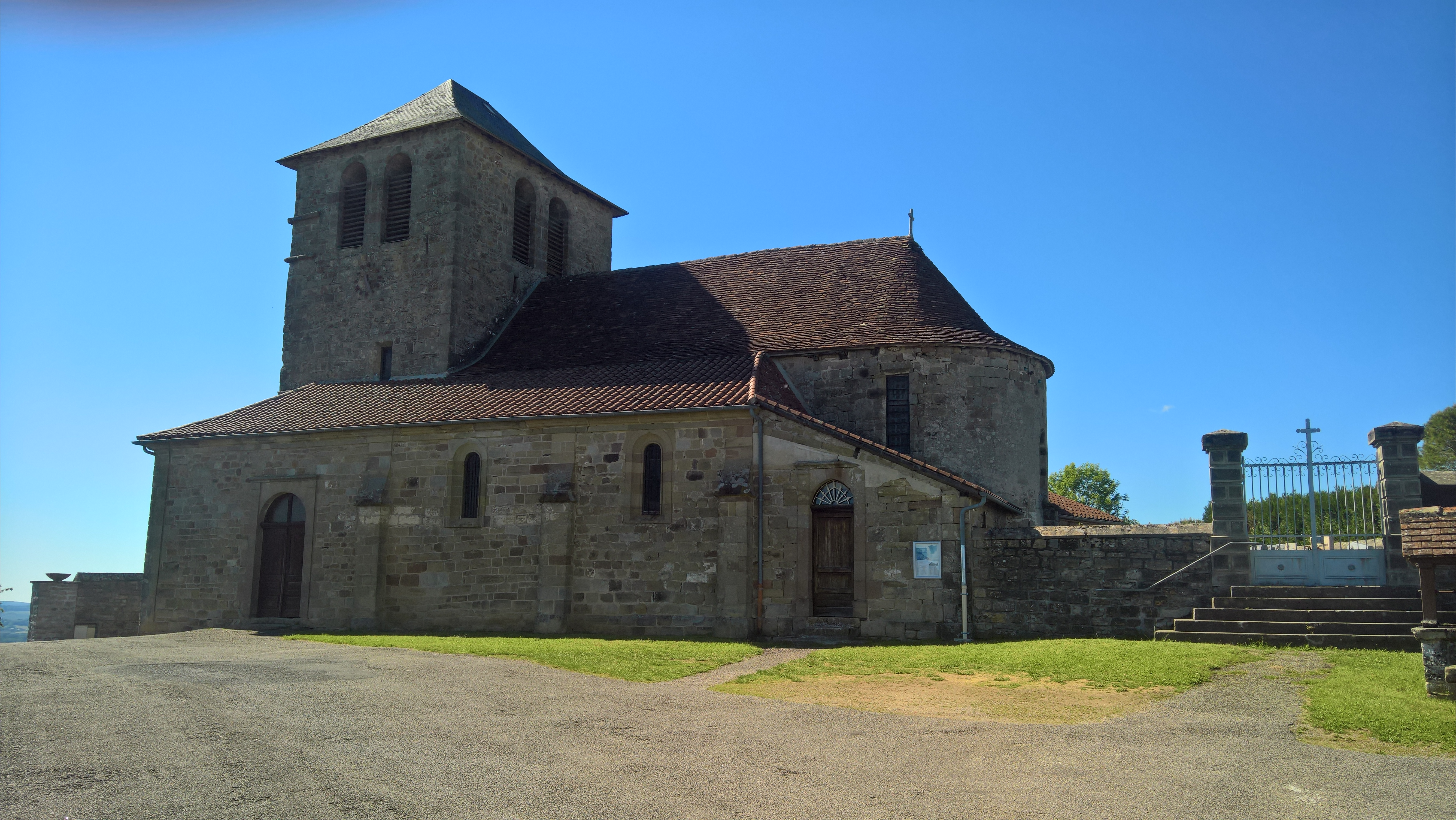
Kirche Saint-Étienne

| Jahr      | 1962 | 1968 | 1975 | 1982 | 1990 | 1999 | 2008 | 2017 |
| --------- | ---- | ---- | ---- | ---- | ---- | ---- | ---- | ---- |
| Einwohner | 416  | 367  | 325  | 325  | 300  | 236  | 267  | 288  |